# Alsodes vanzolinii
Espèce
Synonymes
- Eupsophus vanzolinii Donoso-Barros, 1974

Statut de conservation UICN

 EN  : En danger
Alsodes vanzolinii est une espèce d'amphibiens de la famille des Alsodidae.

## Répartition et habitat
Cette espèce est endémique des pentes occidentales de la cordillera de Nahuelbuta dans la Province d'Arauco dans la région du Biobío au Chili. Elle se rencontre à environ 50 m d'altitude. Elle vit dans les forêts de Nothofagus.

## Étymologie
Cette espèce a été nommée en l'honneur de Paulo Emilio Vanzolini.

## Publication originale
- Donoso-Barros, 1975 "1974" : Nuevos reptiles y anfibios de Chile. Boletin de la Sociedad de Biologia de Concepción, vol. 48, p. 217-229 (texte intégral).